# Rajd Francji 1991
Rajd Korsyki 1991 - Rajd Francji (35. Tour de Corse - Rallye de France) – 35 Rajd Korsyki rozgrywany we Francji w dniach 28 kwietnia - 1 maja. Była to piąta runda Rajdowych Mistrzostw Świata w roku 1991. Rajd został rozegrany na asfalcie. Baza imprezy była zlokalizowana we Francji na Korsyce w miejscowości Ajaccio. 

## Wyniki końcowe rajdu[1]
| Msc. | Kierowca             | Pilot               | Samochód                    | Czas    | Strata | Grupa | Punkty |
| ---- | -------------------- | ------------------- | --------------------------- | ------- | ------ | ----- | ------ |
| 1    | Carlos Sainz         | Luis Moya           | Toyota Celica GT-Four       | 7:05.29 | 0.0    | A10 M | 20     |
| 2.   | Didier Auriol        | Bernard Occelli     | Lancia Delta Integrale 16V  | 7:06.34 | +1.05  | A10 M | 15     |
| 3.   | Franco Cunico        | Stefano Evangelisti | Ford Sierra RS Cosworth 4x4 | 7:11.39 | +6.10  | A10   | 12     |
| 4.   | Marc Duez            | Klaus Wicha         | Toyota Celica GT-Four       | 7:13.12 | +7.43  | A10   | 10     |
| 5.   | Malcolm Wilson       | Nicky Grist         | Ford Sierra RS Cosworth 4x4 | 7:17.19 | +11.50 | A10 M | 8      |
| 6.   | Yves Loubet          | Jean-Paul Chiaroni  | Lancia Delta Integrale 16V  | 7:24.12 | +18.43 | A10   | 6      |
| 7.   | Patrick Bernardini   | Philippe Dran       | BMW M3                      | 7:24.25 | +18.56 | A10   | 4      |
| 8.   | Philippe Bugalski    | Denis Giraudet      | Renault Clio 16S            | 7:24.52 | +19.23 | A9    | 3      |
| 9.   | François Chatriot    | Michel Périn        | Subaru Legacy RS            | 7:36.56 | +31.17 | A10 M | 2      |
| 10.  | Jean-Pierre Manzagol | Georges Monti       | Renault 5 GT Turbo          | 7:54.54 | +49.25 | N5    | 1      |

## Klasyfikacja po 5 rundach
Tabele przedstawiają tylko pięć pierwszych miejsc.

### Kierowcy
| Lp. | Kierowca         | Pkt |
| --- | ---------------- | --- |
| 1   | Carlos Sainz     | 60  |
| 2   | Juha Kankkunen   | 38  |
| 3   | Didier Auriol    | 32  |
| 4   | Massimo Biasion  | 27  |
| 5   | Kenneth Eriksson | 20  |

### Producenci
| Lp. | Producent | Pkt |
| --- | --------- | --- |
| 1   | Toyota    | 77  |
| 2   | Lancia    | 71  |
| 3   | Ford      | 28  |
| 4   | Subaru    | 20  |
| 5   | Nissan    | 10  |